# Премия Дейкстры
Премия Дейкстры (англ. Edsger W. Dijkstra Prize in Distributed Computing) — премия имени Эдсгера В. Дейкстры в области распределённых вычислений, вручаемая за выдающиеся работы, значимость и влияние которых были заметны на протяжении не менее десяти лет. Сопровождается денежным вознаграждением размером в $2000.
Учредителями премии являются организации ACM и EATCS (англ. European Association of Theoretical Computer Science), а точнее комитеты симпозиумов ACM Symposium on Principles of Distributed Computing (PODC) и EATCS International Symposium on Distributed Computing (DISC). Премия Дейкстры вручается ежегодно с 2000 года поочерёдно на конференциях организаторов. Первые три года награда носила название Премия PODC за влиятельную публикацию (англ. PODC Influential-Paper Award).

## Лауреаты
- 2000 — Лесли Лэмпорт за работу о логических часах
- 2001 — Майкл Джон Фишер[англ.], Нэнси Линч, Майкл С. Пэтерсон[англ.] за доказательство невозможности прийти к консенсусу, используя асинхронную передачу информации
- 2002 — Эдсгер Вибе Дейкстра за работу, которая ввела понятие саморегулируемости
- 2003 — Морис Херлихи за работу о разрешимости задачи о консенсусе в системах с совместно используемой памятью
- 2004 — Роберт Галлагер, Пьер Хамблет, Филип Спира за распределённый алгоритм нахождения минимального остовного дерева
- 2005 — Маршал Пиз, Роберт Шостак, Лесли Лэмпорт за работу о Византийском соглашении
- 2006 — Джон Мелло-Крамми, Майкл Л. Скотт[англ.] за алгоритм взаимного исключения
- 2007 — Синтия Дворк, Нэнси Линч, Лэрри Стокмайер[англ.] за работу о решении задачи о консенсусе в частично синхронных системах
- 2008 — Барух Авербух[англ.], Дэвид Пелег[англ.] за работу о sparse partitions
- 2009 — Джозеф Халперн[англ.], Йорам Мозес за создание формального фреймворка для анализа знаний в распределённых системах
- 2010 — Тушак Дипак Чандра, Сэм Тоэг за исследование ненадёжных детекторов ошибок в асинхронных системах
- 2011 — Хагит Аттия[англ.], Амотц Бар-Ной, Дэнни Долев[англ.] за автоматическое преобразование алгоритмов, работающих с разделяемой памятью, в две различные модели обмена сообщениями
- 2012 — Морис Херлихи, Элиот Мосс[англ.], Нир Шавит, Дэн Тойту за программную транзакционную память
- 2013 — Нати Линеал[англ.] за исследования локальности в распределённых алгоритмах на графах
- 2014 — Каниантра Мани Чанди[англ.], Лесли Лэмпорт за алгоритм Чанди-Лэмпорта в области распределённых вычислений
- 2015 — Майкл Бен-Ор, Михаэль Ошер Рабин за исследование отказоустойчивых распределённых вероятностный алгоритмов
- 2016 — Нога Алон, Ласло Бабаи, Alon Itai, Michael Luby[англ.] за алгоритм нахождения наибольшего независимого множества
- 2017 — Elizabeth Borowsky, Eli Gafni